# Wacław Dziendziel
Wacław Alojzy Dziendziel (ur. 26 września 1952 w Bielsku-Białej) – polski samorządowiec, były wicewojewoda wałbrzyski i dolnośląski.

## Życiorys
Syn Alojzego i Teresy. Absolwent (1980) Wydziału Zootechnicznego Akademii Rolniczej w Krakowie. Ukończył też studia podyplomowe z zakresu samorządu terytorialnego i gospodarki lokalnej na Uniwersytecie Wrocławskim.
Związany z Polskim Stronnictwem Ludowym, był członkiem władz regionalnych tej partii. W latach 1990–1994 pełnił funkcję wiceprzewodniczącego rady miasta Piława Górna, od 1998 do 2001 był burmistrzem tego miasta. Zasiadał w radach nadzorczych różnych przedsiębiorstw, m.in. Wałbrzyskiej Giełdy Rolno-Spożywczej.
Zajmował stanowisko wicewojewody wałbrzyskiego (1994–1997). W rządzie Leszka Millera w 2001 powołano go na urząd wicewojewody dolnośląskiego. Został zdymisjonowany w 2003 po wyjściu PSL z koalicji rządowej. Po odwołaniu zajął się działalnością w zakresie doradztwa rolnego. Do 2007 zajmował stanowisko zastępcy dyrektora w Dolnośląskim Ośrodku Doradztwa Rolniczego.
W wyborach parlamentarnych w 2001, 2005 i 2019 bez powodzenia kandydował do Sejmu, w wyborach uzupełniających w 2003 do Senatu, a w wyborach samorządowych w 2006 na urząd burmistrza Piławy Górnej. W 2010 został radnym powiatu dzierżoniowskiego, utrzymywał mandat również w 2014 i 2018. W 2018 powołany na członka zarządu powiatu VI kadencji.

## Odznaczenia
Odznaczony Złotym Krzyżem Zasługi (1999). W 2010 otrzymał Srebrną Odznaką „Zasłużony dla Ochrony Przeciwpożarowej”.